# ...Or Stay Tuned
…Or Stay Tuned é o quarto trabalho do grupo de hip hop People Under the Stairs, sendo o primeiro EP.
| Críticas profissionais                                                      | Críticas profissionais |
| Avaliações da crítica                                                       | Avaliações da crítica  |
| Fonte                                                                       | Avaliação              |
| --------------------------------------------------------------------------- | ---------------------- |
| Allmusic                                                                    | [ 1 ]                  |
| Esta tabela precisa de ser acompanhada por texto em prosa. Consulte o guia. |                        |

## Faixas
| N.º | Título                                     | Duração |  |
| 1.  | "Yield"                                    | 3:46    |  |
| 2.  | "Plunken'Em"                               | 4:20    |  |
| 3.  | "Roadbeaters"                              | 4:10    |  |
| 4.  | "Fly Love Song"                            | 5:48    |  |
| 5.  | "Drumbox"                                  | 4:08    |  |
| 6.  | "OST Remix"                                | 4:13    |  |
| 7.  | "Yo"                                       | 3:56    |  |
| 8.  | "L.A. Song"                                | 5:04    |  |
| 9.  | "SF Knights Remix" (remixado por Soul Cop) | 0:37    |  |
| 10. | "Take The Fruit"                           | 3:11    |  |
| 11. | "Outrun"                                   | 3:28    |  |